# Campeonato Mundial de Atletismo de 2015 - Salto com vara feminino
A prova do salto com vara feminino do Campeonato Mundial de Atletismo de 2015 foi disputada entre 24 e 26 de agosto no Estádio Nacional de Pequim, em Pequim.

## Recordes
Antes desta competição, os recordes mundiais e do campeonato nesta prova eram os seguintes:
| Tipo                  | Atleta            | Altura | Local     | Data                 | Ref |
| --------------------- | ----------------- | ------ | --------- | -------------------- | --- |
|                       | Yelena Isinbayeva | 5,06   | Zurique   | 28 de agosto de 2009 | ver |
| Recorde do campeonato | Yelena Isinbayeva | 5,01   | Helsinque | 12 de agosto de 2005 | ver |

## Medalhas
| Ouro                 | Prata               | Bronze                       |
| Yarisley Silva (CUB) | Fabiana Murer (BRA) | Nikoleta Kyriakopoulou (GRE) |

## Cronograma
Todos os horários são locais (UTC+8).
| Data         | Hora  | Evento       |
| ------------ | ----- | ------------ |
| 24 de agosto | 09:30 | Eliminatória |
| 26 de agosto | 19:00 | Final        |

## Resultados

### Eliminatórias
Qualificação: 4,60 m (Q) e pelo menos 12 melhores (q) avançam para a final. 
| Colocação | Grupo | Atleta                 | Nacionalidade  | 4.15 | 4.30 | 4.45 | 4.55 | Marca | Notas |
| --------- | ----- | ---------------------- | -------------- | ---- | ---- | ---- | ---- | ----- | ----- |
| 1         | B     | Angelica Bengtsson     | Suécia         | –    | o    | o    | o    | 4.55  | q     |
| 1         | A     | Fabiana Murer          | Brasil         | –    | –    | –    | o    | 4.55  | q     |
| 1         | B     | Holly Bradshaw         | Grã-Bretanha   | –    | o    | o    | o    | 4.55  | q,    |
| 1         | A     | Martina Strutz         | Alemanha       | –    | o    | o    | o    | 4.55  | q     |
| 1         | A     | Nikoleta Kyriakopoulou | Grécia         | –    | –    | o    | o    | 4.55  | q     |
| 6         | B     | Lisa Ryzih             | Alemanha       | –    | –    | xo   | o    | 4.55  | q     |
| 6         | B     | Minna Nikkanen         | Finlândia      | o    | o    | xo   | o    | 4.55  | q     |
| 6         | A     | Michaela Meijer        | Suécia         | o    | o    | xo   | o    | 4.55  | q,    |
| 9         | B     | Jenn Suhr              | Estados Unidos | –    | –    | –    | xo   | 4.55  | q     |
| 9         | B     | Yarisley Silva         | Cuba           | –    | –    | o    | xo   | 4.55  | q     |
| 11        | A     | Li Ling                | China          | –    | o    | o    | xxo  | 4.55  | q     |
| 11        | A     | Sandi Morris           | Estados Unidos | –    | o    | o    | xxo  | 4.55  | q     |
| 11        | B     | Alana Boyd             | Austrália      | –    | –    | o    | xxo  | 4.55  | q     |
| 11        | B     | Anzhelika Sidorova     | Rússia         | –    | –    | o    | xxo  | 4.55  | q     |
| 15        | B     | Ekaterini Stefanidi    | Grécia         | –    | xo   | o    | xxx  | 4.45  |       |
| 16        | A     | Naroa Agirre           | Espanha        | xo   | xxo  | o    | xxx  | 4.45  |       |
| 17        | A     | Nicole Büchler         | Suíça          | –    | o    | xxo  | xxx  | 4.45  |       |
| 17        | A     | Silke Spiegelburg      | Alemanha       | –    | o    | xxo  | xxx  | 4.45  |       |
| 19        | B     | Demi Payne             | Estados Unidos | –    | o    | xxx  |      | 4.30  |       |
| 20        | A     | Tori Pena              | Irlanda        | xo   | o    | xxx  |      | 4.30  |       |
| 21        | B     | Femke Pluim            | Países Baixos  | –    | xo   | xxx  |      | 4.30  |       |
| 21        | A     | Marion Lotout          | França         | –    | xo   | xxx  |      | 4.30  |       |
| 23        | A     | Robeilys Peinado       | Venezuela      | xo   | xo   | xxx  |      | 4.30  |       |
| 24        | B     | Malin Dahlström        | Suécia         | o    | xxx  |      |      | 4.15  |       |
| 25        | B     | Angelica Moser         | Suíça          | xxo  | xxx  |      |      | 4.15  |       |
| 25        | B     | Ren Mengqian           | China          | xxo  | xxx  |      |      | 4.15  |       |
|           | A     | Jiřina Ptáčníková      | Chéquia        | –    | xxx  |      |      | NM    |       |
|           | A     | Nina Kennedy           | Austrália      | xxx  |      |      |      | NM    |       |
|           | B     | Tina Šutej             | Eslovênia      | –    | xxx  |      |      | NM    |       |

### Final
A final ocorreu às  19:00.
| Colocação         | Atleta                 | Nacionalidade  | 4.35 | 4.50 | 4.60 | 4.70 | 4.80 | 4.85 | 4.90 | 5.01 | Marca | Notas                 |
| ----------------- | ---------------------- | -------------- | ---- | ---- | ---- | ---- | ---- | ---- | ---- | ---- | ----- | --------------------- |
| Medalha de ouro   | Yarisley Silva         | Cuba           | –    | o    | o    | xxo  | xo   | o    | xxo  | xxx  | 4.90  |                       |
| Medalha de prata  | Fabiana Murer          | Brasil         | –    | o    | o    | o    | xo   | o    | xxx  |      | 4.85  | Recorde sul-americano |
| Medalha de bronze | Nikoleta Kyriakopoulou | Grécia         | –    | o    | xo   | xo   | o    | x-   | xx   |      | 4.80  |                       |
| 4                 | Sandi Morris           | Estados Unidos | o    | o    | o    | o    | xxx  |      |      |      | 4.70  |                       |
| 4                 | Angelica Bengtsson     | Suécia         | o    | o    | o    | o    | xxx  |      |      |      | 4.70  | Recorde nacional      |
| 4                 | Jenn Suhr              | Estados Unidos | –    | –    | o    | o    | xxx  |      |      |      | 4.70  |                       |
| 7                 | Holly Bradshaw         | Grã-Bretanha   | o    | o    | xo   | o    | xxx  |      |      |      | 4.70  | Recorde da temporada  |
| 8                 | Martina Strutz         | Alemanha       | o    | o    | o    | xxx  |      |      |      |      | 4.60  |                       |
| 9                 | Li Ling                | China          | xo   | o    | o    | xxx  |      |      |      |      | 4.60  |                       |
| 10                | Minna Nikkanen         | Finlândia      | xo   | xo   | o    | xxx  |      |      |      |      | 4.60  | Recorde nacional      |
| 11                | Alana Boyd             | Austrália      | xo   | o    | xo   | xxx  |      |      |      |      | 4.60  |                       |
| 12                | Lisa Ryzih             | Alemanha       | –    | o    | xxo  | xxx  |      |      |      |      | 4.60  |                       |
|                   | Anzhelika Sidorova     | Rússia         | –    | xxx  |      |      |      |      |      |      | NM    |                       |
|                   | Michaela Meijer        | Suécia         | xxx  |      |      |      |      |      |      |      | NM    |                       |

Legenda
| Recorde mundial       | Recorde mundial (World record)               |                       | Recorde africano                      | Recorde africano (African) |                                           | Q | Classificado por posição (Qualified) |
| Recorde do campeonato | Recorde do campeonato (Championship record)  | Recorde da América    | Recorde da América (Americas)         | q                          | Classificado por melhor tempo (Qualified) |   |                                      |
| Melhor marca do ano   | Melhor marca do ano (World leading)          | Recorde asiático      | Recorde asiático (Asian)              | DNS                        | Não largou (Did not start)                |   |                                      |
| Recorde nacional      | Recorde nacional (National record)           | Recorde europeu       | Recorde europeu (European)            | DNF                        | Não terminou (Did not finish)             |   |                                      |
| Recorde pessoal       | Recorde pessoal do atleta (Personal best)    | Recorde da Oceania    | Recorde da Oceania (Oceania)          | DSQ / DQ                   | Desclassificado (Disqualified)            |   |                                      |
| Recorde da temporada  | Recorde da temporada do atleta (Season best) | Recorde sul-americano | Recorde sul-americano (South America) | NM                         | Sem marca (No mark)                       |   |                                      |